# 잊을게
잊을게는 윤도현밴드의 노래이다.

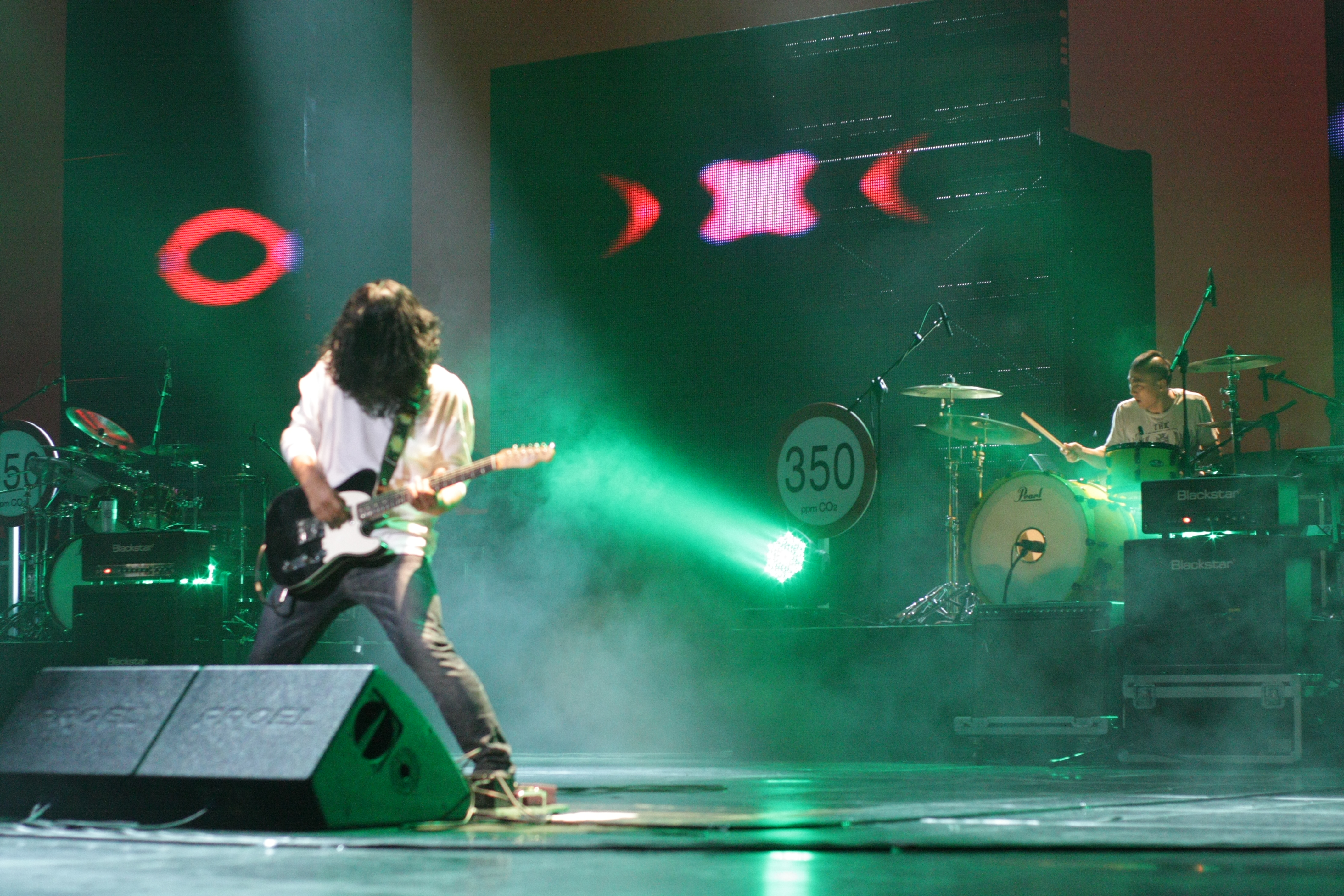
윤도현 밴드

여자에게 이별통보를 받고 차인 한 남자가 여자를 잊으려고 해도 잊을 수 없는 사랑의 상처를 담은 노래이다.

## 같이 보기
- 윤도현밴드의 음반 목록